# نعل‌بند

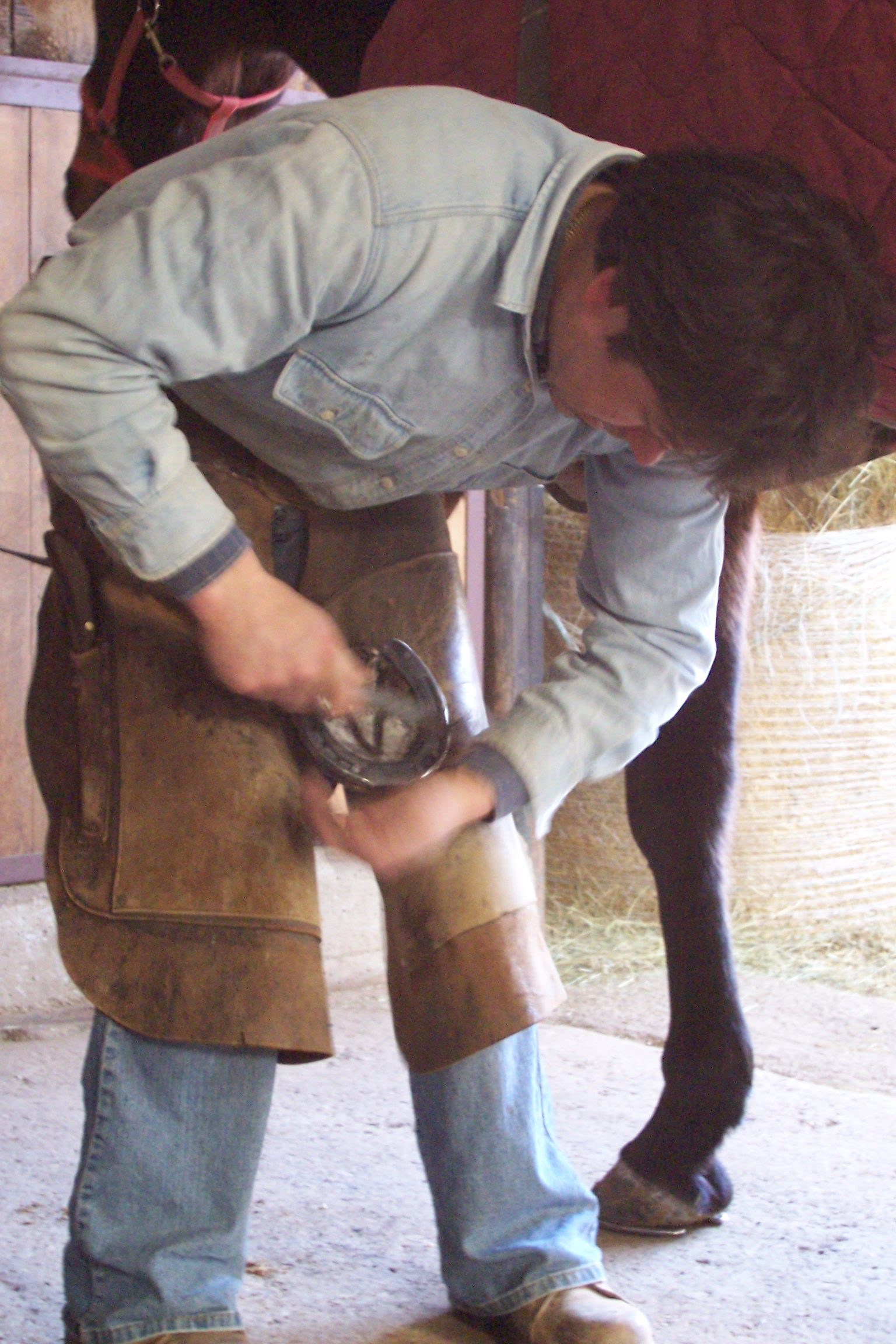
Nailing on shoes

نعل‌بند یک کارشناس در مراقبت از سم ستوران، از جمله پیرایش و متعادل‌سازی سم اسب و قرار دادن نعل بر سم ستوران، در صورت نیاز است. نعل‌بند ترکیبی از مهارت‌های برخی آهنگری (ساخت، تطبیق، و تنظیم نعل فلزی) با برخی از مهارت‌های یک دامپزشک (آگاهی از آناتومی و فیزیولوژی اندام پایینی پا) ی ستوران که برای مراقبت از پای آنها لازم است. از لحاظ تاریخی، شغل نعل‌بندی و آهنگری عملاً مترادف بوده‌اند. توسط ریشه‌شناسی کلمه نشان داده شده که نعل‌بند از فرانسوی میانه: فریر (آهنگر)، و از فروم معادل کلمه لاتین (آهن) آمده‌است.